# Джозі Лорен
Джозі Лорен Лопез (англ. Josie Loren Lopez; нар. 19 березня 1987, Маямі, Флорида, США) — американська акторка.

## Життєпис
Народилася в Маямі, Флорида. Третя дитина в родині, має старших брата Хав'єра, який займається розвʼязанням господарських спорів у Маямі та сестру. Мати Мерсі Лопес (англ. Mercy Lopez) — вчитель середньої школи Зельди Глейсер.
В шкільні роки на літніх канікулах їздила до мистецького літнього табору. Навчання у старшій школі зосередила на акторському мистецтві, але були періоди захоплення гімнастикою, чірлідінгом. Вищу освіту здобула в Каліфорнійському університеті в Лос-Анджелесі.

## Кар'єра
На початку акторської кар'єри зіграла епізодичні ролі у «Вероніка Марс», «Ханна Монтана», «Медіум». Наступного року приєдналася до акторського складу фільму «Різдво у раю». Шалену популярність здобула завдяки головній ролі у серіалі «Гімнастки». У 2014—2015 роках виконувала роль агента ФБР Мішель Веги у американському драматичному серіалі «Менталіст».

## Особисте життя
З липня 2016 акторка заручена з гравцем Національної футбольної ліги Меттом Лейнартом.

## Фільмографія

### Фільми
| Рік  | Назва               | Оригінальна назва     | Роль            | Примітки             |
| ---- | ------------------- | --------------------- | --------------- | -------------------- |
| 2007 | «Наврядчи одружені» | Hardly Married        | Леті            | короткометражка      |
| 2007 | «Різдво у раю»      | Christmas in Paradise | Блер            |                      |
| 2008 | «Це не перевірка»   | This Is Not a Test    | Лелайн          | у титрах Джозі Лопез |
| 2009 |                     | Hatching Pete         | Анжела Морріссі |                      |
| 2009 | «Татові знову 17»   | 17 Again              | Ніколь          |                      |
| 2011 | «Зі мною»           | With Me               | Джейден         | короткометражка      |
| 2013 | «21 і більше»       | 21 & Over             | Пледж           |                      |
| 2014 | «Почесний студент»  | Honor Student         | Тереза Сміт     | телефільм            |
| 2014 | «Вічний»            | Everlast              | Адріана         | короткометражка      |
| 2014 | «Сейф»              | Safe                  | Джессіка        | короткометражка      |

### Серіали
| Рік       | Назва                              | Оригінальна назва          | Роль            | Примітки               |
| --------- | ---------------------------------- | -------------------------- | --------------- | ---------------------- |
| 2006      | «Вероніка Марс»                    | Veronica Mars              | Хлоя            | 1 епізод               |
| 2006      | «Ханна Монтана»                    | Hannah Montana             | Голлі           | 1 епізод               |
| 2006      | «Медіум»                           | Medium                     | подруга Аманди  | 1 епізод               |
| 2007      | «Дрейк і Джош»                     | Drake & Josh               | Марія           | 1 епізод               |
| 2007      | «Корі в будинку»                   | Cory in the House          | Джессіка        | 1 епізод               |
| 2007      | «Біллі Інгвал»                     | The Bill Engvall Show      | Марісса         | 1 епізод               |
| 2009–2012 | «Гімнастки»                        | Make It or Break It        | Кейлі Круз      | головна роль           |
| 2010      | «10 речей, які я в тобі ненавиджу» | 10 Things I Hate About You | Кейлі           | 1 епізод               |
| 2011      | «NCIS: Полювання на вбивць»        | NCIS                       | Джейн           | 1 епізод               |
| 2011      | «Касл»                             | Castle                     | Бріджет         | 1 епізод               |
| 2011      | «До смерті красива»                | Drop Dead Diva             | Джулія Кемпбелл | 1 епізод               |
| 2013      | «Милі через море»                  | Miles Across the Sea       | Джессі          | 1 епізод               |
| 2013      | «Анні Санбін та друзі»             | Annie Sunbeam and Friends  | Анні Санбін     | 1 епізод               |
| 2013      | «Болота»                           | The Glades                 | Ганна Коскі     | 1 епізод               |
| 2014      | «Запалюй!»                         | Hit the Floor              | Кендалл         | 3 епізоди              |
| 2014–2015 | «Менталіст»                        | The Mentalist              | Мішель Вега     | 12 епізодів            |
| 2015      | «Онлайн побачення»                 | Online Daters              | Крісті          | міні-серіал, 2 епізоди |
| 2015      | «Молоді й голодні»                 | Young & Hungry             | Сем             | 1 епізод               |